# Malatiná
Malatiná – wieś (obec) na Słowacji w powiecie Dolný Kubin, w kraju żylińskim. Znajduje się w historycznym regionie Orawa.

## Położenie
Malatiná leży w obrębie Rowu Podtatrzańskiego, na pograniczu wchodzących w jego skład dwóch mniejszych jednostek fizjograficznych: Rowu Podchoczańskiego (na zachodzie) i Rowu Huciańskiego (na wschodzie). Na północ od wsi ciągną się niewysokie wierchy Pogórza Orawskiego, zaś na południe od niej – Góry Choczańskie. Wieś rozłożyła się na południowym skłonie (ale tuż pod jego grzbietem) działu wodnego rozdzielającego dorzecze Wagu od dorzecza jego dopływu – Orawy. Zabudowania wsi leżą w obszarze źródłowym potoku Sestrč, spływającego w kierunku południowym do zbiornika Liptovská Mara – jego dolina przecina w poprzek pasmo Gór Choczańskich. Centrum wsi leży ok. 10 km na południowy wschód od Dolnego Kubina, na wysokości ok. 800 m n.p.m.

## Historia
Tereny wsi były zamieszkane przez człowieka już w czasach prehistorycznych. Na południe od zabudowań wsi, na wzgórzu Hrádok, znajdują się pozostałości gródka obronnego ze śladami osadnictwa z okresu kultury puchowskiej (pod wzgórzem znaleziono celtycką monetę) i wczesnośredniowiecznego. Gródek dominował nad wiodącym Doliną Sesterską starodawnym szlakiem, łączącym dolinę Wagu (dzisiejszy Liptów) z Orawą.
Wieś powstała zapewne na samym początku XIV w. (pierwsza wzmianka: 1313 r.). Należała do średniowiecznego „państwa” feudalnego z siedzibą na Starym Zamku Liptowskim. Później poszczególne części wsi należały do kilku drobnych rodów szlacheckich, zaś osadzona w XVI/XVII w. część wałaska podlegała majątkowi Zamku Orawskiego. Usytuowana wysoko, w chłodnym mikroklimacie niekorzystnym dla rolnictwa, wieś rozwijała się powoli: w 1626 r. miała zaledwie 200 mieszkańców. Mieszkańcy zajmowali się głównie pasterstwem. W drugiej połowie XVII w. została spustoszona w czasie tzw. wojen kuruckich. W następnym stuleciu nawiedzały ją okresy nieurodzaju (słow. zamrznuté roky, np. 1716, 1776), kiedy to znaczna część populacji umierała z głodu. Od 1865 r. przez krótki okres na terenie wsi działała kopalnia rudy żelaza. Po jej likwidacji nastąpił okres masowej emigracji mieszkańców na tzw. Dolne Ziemie (dzisiejsze Węgry), a po I wojnie światowej do USA i Kanady.
W czasie II wojny światowej (1944–1945) w okolicy działały oddziały partyzanckie (m.in. oddział "Signál"). Po zdławieniu słowackiego powstania narodowego w listopadzie 1944 r. z terenów Horehronia przemieścił się tu oddział kpt. Tichonowa. Pamięci bohaterów SPN poświęcono tablicę pamiątkową na budynku szkoły podstawowej, zaś wszystkich ofiar II wojny światowej – tablicę na miejscowym Domu Kultury.

## Współcześnie
Mieszkańcy wsi pracują w większości w niedalekim Dolnym Kubinie oraz w miejscowym gospodarstwie hodowlanym. Wieś posiada komunikację autobusową z Dolnym Kubinem.

## Turystyka
Na skutek położenia odległego od większych ośrodków miejskich, słabej komunikacji i braku większych atrakcji wieś jest rzadko odwiedzana przez turystów. Przyjeżdżają ci, którzy cenią sobie ciszę i spokój.
Północnym skrajem wsi, grzbietem wododziałowym, biegnie czerwono  znakowany szlak turystyczny z Dolnego Kubina do Orawskiego Białego Potoku.

## Zabytki
- Kościół rzymskokatolicki pw. Wszystkich Świętych. Murowany, klasycystyczny z 1804 r., ołtarze i ambona z początków XIX w., późnobarokowe, dzwon z 1670 r.
- Figura św. Jana Nepomucena przed kościołem, z 1811 r.